# Rue Jaïc-Domergue
La rue Jaïc-Domergue est une voie située dans le 17e arrondissement de Paris, en France.

## Situation et accès
La rue Jaïc-Domergue est une voie publique située dans le 17e arrondissement de Paris. Elle débute rue Jacques Ibert se termine avenue de la Porte de Champerret.

## Origine du nom
Elle porte le nom de Jacqueline Domergue, dite Jaïc (1924-1957), infirmière, pilote, parachutiste et secouriste de l'air, Morte pour la France.

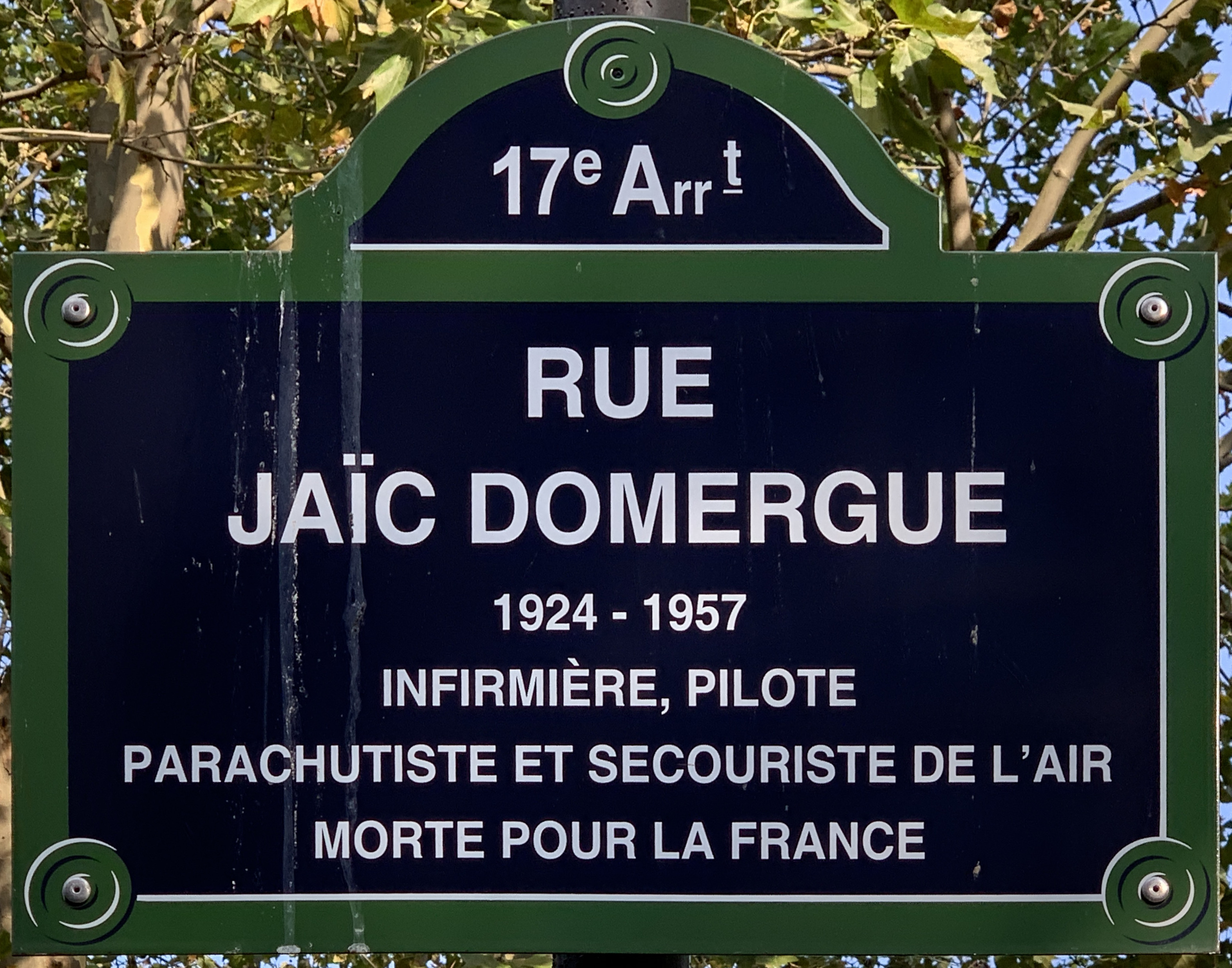
Plaque de la rue.

## Historique
Elle fut inaugurée le 5 juillet 2018.